# Thunderdome - F*ck Mellow, This Is Hardcore From Hell
Albums de V.A
Thunderdome II - Back From Hell! (Judgement Day)
(1993)
Thunderdome - F*ck Mellow, This Is Hardcore From Hell est la première compilation de la série des albums Thunderdome, tirée du festival du même nom, commercialisée en 1993.

## Présentation
Lors de sa sortie en 1993, Thunderdome - F*ck Mellow… est une des premières, sinon la première, des compilations proposant au public le son gabber, cette techno hardcore qui vient de naître à Rotterdam, même si le son est encore proche de la trance. La compilation comporte vingt-et-une pistes pour une durée totale de 77 minutes et démarre avec B.O.T.T.R.O.P. de DJ Hooligan pour terminer avec Inferno Mute Mix de DC Control. Les sonorités trances sont sensibles avec en particulier la présence de Rexanthony. 
Le 1er octobre 2010, la compilation ressort dans une version remasterisée, cette fois intitulée Thunderdome I - F*ck Mellow, This Is Hardcore From Hell, l'ordinal étant apparu pour montrer son intégration pleine et entière à toute la série des Thunderdome.

## Pistes
| No  | Titre                                     | Auteur          | Durée |
| --- | ----------------------------------------- | --------------- | ----- |
| 1.  | B.O.T.T.R.O.P.                            | DJ Hooligan     |       |
| 2.  | Terapia (DJ Ricci Mix)                    | Ramirez         |       |
| 3.  | Bonehead                                  | Hard Attack     |       |
| 4.  | Amok (Dancefloor Massacre)                | Interactive     |       |
| 5.  | I'll Take You All To Fuckin' Hell         | Scarface        |       |
| 6.  | For You Marlene (New Deutschland Version) | Rexanthony      |       |
| 7.  | Fickmusic                                 | The Speed Freak |       |
| 8.  | The Louder You Scream, The Faster We Go!  | The Speed Freak |       |
| 9.  | The Dance Of The Stammering Suckers       | The Speed Freak |       |
| 10. | U Got It                                  | The Speed Freak |       |
| 11. | Mescalum                                  | Asylum          |       |
| 12. | El Punto Final (Power Mix)                | Final Analyzis  |       |
| 13. | Hei Dieghito                              | Moka DJ         |       |
| 14. | The Blood Of An English Muffin            | English Muffin' |       |
| 15. | Overload                                  | X-Buzz          |       |
| 16. | Cosmic Trash                              | Vitamin         |       |
| 17. | Party!                                    | Terragon        |       |
| 18. | Freedom                                   | Chosen Few      |       |
| 19. | Hardcore                                  | Bald Terror     |       |
| 20. | Ad Nauseum (Phase 1 The Warning)          | The Tekno Clan  |       |
| 21. | Ritmo Dell Diavolo (Inferno Mute Mix)     | Control DC      |       |

## Accueil
| Classement                           | Meilleure position | Semaines passées dans le classement | Date d'entrée | Date de sortie    |
| ------------------------------------ | ------------------ | ----------------------------------- | ------------- | ----------------- |
| Pays-Bas (Mega Verzamelalbum Top 30) | 2                  | 17                                  | 15 mai 1993   | 11 septembre 1993 |

Dès sa première sortie, la compilation est un succès, puisqu'elle entre dans le classement « compilations » des hit-parades néerlandais en 1993.
L'album a été très bien accueilli par le site Gabber.no.sapo.pt avec une note de cinq étoiles sur cinq. L'auteur de la critique explique également que l'album est désormais assez rare à trouver même « dans des magasins de seconde main ».